# Malcolmochthonius
Malcolmochthonius är ett släkte av spindeldjur. Malcolmochthonius ingår i familjen käkklokrypare.
Kladogram enligt Catalogue of Life:
| Malcolmochthonius | \| \| Malcolmochthonius malcolmi \| \| \| \| \| \| Malcolmochthonius oregonus \| \| \| \| \| \| Malcolmochthonius perplexus \| \| \| \| |
|                   | \| \| Malcolmochthonius malcolmi \| \| \| \| \| \| Malcolmochthonius oregonus \| \| \| \| \| \| Malcolmochthonius perplexus \| \| \| \| |
|                   | Malcolmochthonius malcolmi |
|                   | |
|                   | Malcolmochthonius oregonus |
|                   | |
|                   | Malcolmochthonius perplexus |
|                   | |